# Mechanitis polymnia
Espèce
Mechanitis polymnia est une espèce d'insectes lépidoptères (papillons) de la famille des Nymphalidae, de la sous-famille des Danainae et du genre Mechanitis. C'est l'espèce type pour le genre.

## Dénomination
- L'espèce Mechanitis polymnia a été décrite par Carl von Linné en 1758 sous le nom initial de Papilio polymnia (Linnaeus, 1758)[1].

### Synonymies
- Papilio polymnia Linnaeus, 1758 - protonyme

### Noms vernaculaires
Il se nomme Orange-spotted Tiger Clearwing en anglais.

## Taxinomie
Il existe 15 sous-espèces
- Mechanitis polymnia polymnia (Surinam, Guyane, Brésil)

Synonymie pour cette sous-espèce
Papilio mopsus (Linnaeus, 1758)
- Mechanitis polymnia isthmia (Bates, 1863)[2] (Mexico, Panama, Costa Rica)

Synonymie pour cette sous-espèce
Mechanitis californica (Reakirt, 1866)
Machanitis isthmicus (Godman & Salvin, 1879)
Mechanitis ovata (Distant, 1876)
Mechanitis californica (Dyar, 1903)
- Mechanitis polymnia chimborazona (Bates, 1864) (Équateur)
- Mechanitis polymnia lycidice (Bates, 1864)[7] (Mexique, Guatemala, Honduras)

Synonymie pour cette sous-espèce
Mechanitis doryssa (Boisduval, 1870)
Mechanitis lycidice arcana (Haensch, 1909)
- Mechanitis polymnia veritabilis (Butler, 1873)[9] (Colombie, Venezuela)
- Mechanitis polymnia dorissides (Staudinger, 1884) (Pérou)

Synonymie pour cette sous-espèce
Mechanitis doryssides(Staudinger, 1884)
Mechanitis polymnia doryssides 
Mechanitis polymnia dorissides
- Mechanitis polymnia casabranca (Haensch, 1905) (Brésil (Minas Gerais))
- Mechanitis polymnia eurydice (Haensch, 1905) (Pérou)

Synonymie pour cette sous-espèce
Polymnia eurydice (Haensch, 1905)
Mechanitis lycidice argentea (Prüffer, 1922)
- Mechanitis polymnia caucaensis (Haensch, 1909) (Colombie)
- Mechanitis polymnia werneri (Hering, 1925)(Colombie)[11]
- Mechanitis polymnia angustifascia (Talbot, 1928)(Pérou, Brésil)
- Mechanitis polymnia apicenotata (Zikán, 1941) (Brésil (Amazonas))
- Mechanitis polymnia mauensis (Forbes, 1948) (Brésil (Pará))
- Mechanitis polymnia proceriformis (Bryk, 1953) (Pérou)
- Mechanitis polymnia bolivarensis (Fox, 1967) (Venezuela)
- Mechanitis polymnia kayei (Fox, 1967)(Trinidad)

## Description
Mechanitis polymnia est un papillon d'une envergure d'environ 65 mm aux ailes antérieures de couleur noire tachées de blanc avec une partie basale ocre et des ailes postérieures ocre avec une bordure noire piquetée de points blancs.

## Biologie

### Plantes hôtes
Les larves se nourrissent sur les plantes du genre Solanum.

## Écologie et distribution
Mechanitis polymnia est présent au Mexique, au Costa Rica, à Panama, au Guatemala, au Honduras, en Équateur, au Venezuela, au Surinam, en Guyane, au Brésil, en Colombie et au Pérou.

### Biotope
Il réside dans la forêt tropicale humide.

### Protection
Pas de statut de protection particulier.